# Željko Vincek
Željko Vincek, né le 16 juin 1986 à Varaždin, est un athlète croate, spécialiste du 400 mètres. 

## Palmarès
| Date | Compétition                       | Lieu         | Résultat | Epreuve   | Temps         |
| ---- | --------------------------------- | ------------ | -------- | --------- | ------------- |
| 2003 | Championnats du monde cadets      | Sherbrooke   | 3e       | 400 m     | 47 s 45       |
| 2005 | Jeux méditerranéens               | Almería      | 2e       | 400 m     | 45 s 90       |
| 2005 | Championnats d'Europe juniors     | Kaunas       | 1er      | 400 m     | 46 s 14       |
| 2007 | Championnats d'Europe espoirs     | Debrecen     | 2e       | 400 m     | 45 s 69       |
| 2014 | Championnats des Balkans          | Pitești      | 2e       | 400 m     | 47 s 36       |
| 2014 | Championnats des Balkans          | Pitești      | 2e       | 4 x 400 m | 3 min 09 s 31 |
| 2015 | Championnats d'Europe par équipes | Stara Zagora | 3e       | 4 x 400 m | 3 min 11 s 19 |
| 2015 | Championnats des Balkans          | Pitești      | 4e       | 400 m     | 47 s 14       |
| 2015 | Championnats des Balkans          | Pitești      | 2e       | 4 x 400 m | 3 min 07 s 62 |
| 2016 | Championnats des Balkans          | Pitești      | 2e       | 400 m     | 46 s 83       |
| 2016 | Championnats des Balkans          | Pitești      | 2e       | 4 x 400 m | 3 min 08 s 54 |

### Records
| Épreuve    | Épreuve      | Performance | Lieu     | Date            |
| ---------- | ------------ | ----------- | -------- | --------------- |
| 400 mètres | En plein air | 45 s 69     | Debrecen | 13 juillet 2007 |
| 400 mètres | En salle     | 47 s 13     | Vienne   | 31 janvier 2006 |